# 水嶋一憲
水嶋 一憲（みずしま かずのり、1960年 - ）は、日本の哲学者・翻訳家。

## 経歴
大阪産業大学経済学部国際経済学科教授。
京都大学大学院経済学研究科博士課程単位取得満期退学。

## 訳書
- アントニオ・ネグリ、マイケル・ハート『〈帝国〉』（共訳、以文社、2003年）
- バリバール『スピノザと政治』（水声社、2011年）
- ニック・スルニチェク+アレックス・ウィリアムズ「加速派政治宣言」（共訳）、『現代思想 2018年1月号 特集=現代思想の総展望2018』、青土社、2017年

## 監修
- アントニオ・ネグリ、マイケル・ハート『コモンウェルス』（幾島幸子ら訳、NHK出版、2012年）
- アントニオ・ネグリ、マイケル・ハート『マルチチュード』（幾島幸子訳、NHK出版、2005年）